# كيتامين
كيتامين  واسمه التجاري كيتالار، هو دواء يستخدم حاليًا بشكل أساسي في تخدير الحيوانات في الطب البيطري، وللتخدير في العمليات الجراحية للأطفال، وفي الجراحات الميدانية. ويستخدم الكيتامين أساسا لبدء والمحافظة على استمرار التخدير، حيث أنه يسبب حالة تشبه النشوة مع التفارق وتخفيف الألم، والتهدئة، وفقدان الذاكرة. وتشمل الاستخدامات الأخرى تهدئة الألم المزمن في العناية المركزة. ولكن تظل وظيفة القلب، والتنفس، وردود الفعل الهوائية مستمرة عموما. يبدأ تأثيره عادة في غضون خمس دقائق عندما تعطى عن طريق الحقن، ولكن آثاره الرئيسية تستمر لمدة تصل إلى 25 دقيقة.
الكيتامين لا يُرخي العضلات، ولذلك في حال الحاجة إلى إرخاء العضلات، بالإضافة إلى التخدير، يجب دمج الكيتامين مع أدوية أخرى لإرخاء العضلات وتوفير الدعم للجهاز التنفسي بواسطة التنفس الاصطناعي.
وتشمل الآثار الجانبية الشائعة ردود الفعل النفسية عند انتهاء مفعول الدواء. وقد تشمل ردود الفعل التهيج، أو الارتباك، أو الهلوسة. كما أن ارتفاع ضغط الدم والهزات العضلية أمور شائعة نسبيًا، في حين أن حدوث انخفاض ضغط الدم وبطء التنفس يكون بنسبة أقل. ونادرًا ما يحدث تشنج الحنجرة. وتم تصنيف الكيتامين كمضاد لمستقبلات NMDA، ولكن لم يتم فهم آليته جيدا اعتبارًا من عام 2017.
تم اكتشاف الكيتامين في عام 1962. وهو مدرج في قائمة الأدوية الأساسية لمنظمة الصحة العالمية، وهي الأدوية الأكثر فعالية والآمنة اللازمة في النظام الصحي. وهو متاح كدواء عام. وتتراوح تكلفة الجملة في العالم النامي بين 0.08- 0.32 دولار أمريكي لكل جرعة. كما يستخدم الكيتامين كمخدرات ترفيهية.

## الاستخدامات

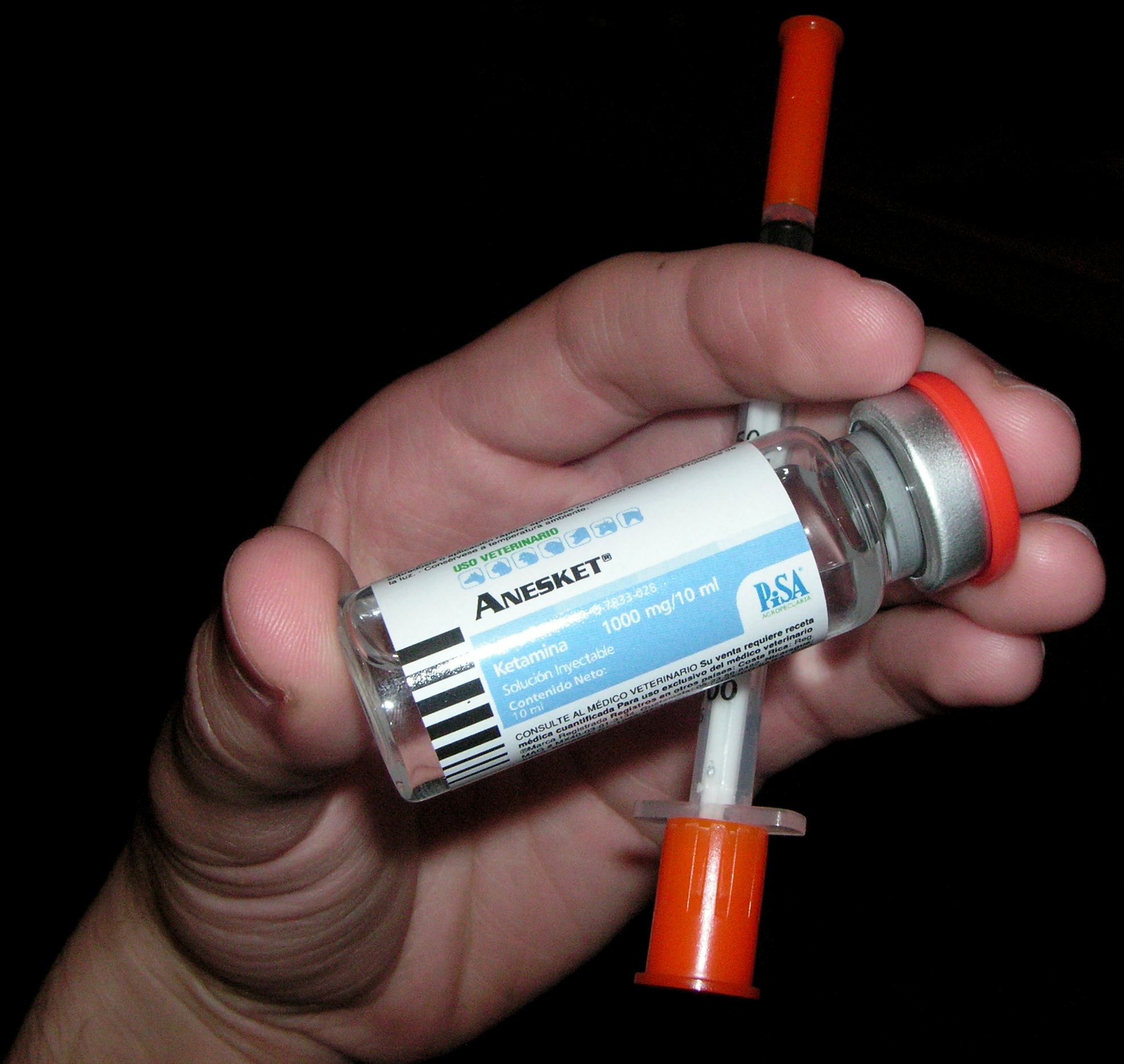
قنينة بها 1000 ملجم/10مل من الكيتامين

### طبيًا

#### التخدير
يستخدم كمخدر:
- التخدير في الأطفال، فهو المخدر الوحيد المستخدم للإجراءات البسيطة أو كعامل حث يليه استخدام مرخي العضلات والتنبيب.
- الربو أو الأشخاص الذين يعانون من داء الانسداد الرئوي المزمن.
- مهدئ للإجراءات المؤلمة جسديا في أقسام الطوارئ.[17]
- جراحة الطوارئ في الظروف الميدانية في مناطق الحرب.
- لتكملة تخدير الحبل الشوكي أو تخدير فوق الجافية باستخدام جرعات منخفضة.

بما أن الكيتامين يثبط التنفس بدرجة أقل بكثير من معظم أدوية التخدير الأخرى المتاحة، يستخدم الكيتامين في الطب كمخدر. ومع ذلك، بسبب الهلوسة التي قد يسببها، فإنه لا يستخدم عادة كمخدر أولي، على الرغم من أنه هو المخدر الأساسي المفضل عندما تكون معدات التهوية الموثوقة غير متوفرة.
وكثيرا ما يستخدم الكيتامين في المصابين بجروح خطيرة، ويبدو أنه آمن في هذه الإصابات. ويدعم الدليل الإرشادي للممارسة السريرية لعام 2011 استخدام الكيتامين كمهدئ مسبب للتفارق في طب الطوارئ. وهو الدواء المفضل استخدامه للأشخاص الذين يعانون من صدمة رضية ومعرضين لخطر انخفاض ضغط الدم. انخفاض ضغط الدم ضار في الأشخاص الذين يعانون من إصابات شديدة في الرأس، والكيتامين هو الدواء الأقل احتمالا في أن يسبب انخفاض ضغط الدم، بل يكون قادرا على منع ذلك.
يختلف تأثير الكيتامين على الجهاز التنفسي والدورة الدموية عن تأثير مواد التخدير الأخرى. حيث أنه عادة ما يحفز الدورة الدموية بدلا من تثبيطها عند استخدامه بالجرعات المخدرة. ومن الممكن أحيانًا إجراء تخدير بالكيتامين دون اتخاذ تدابير وقائية للمجاري الهوائية. ويعتبر الكيتامين آمنا نسبيًا؛ لأنه يحافظ على ردود الفعل الهوائية الوقائية.
يستخدم الكيتامين كموسع للقصبة الهوائية في علاج الربو الحاد. ومع ذلك، فإن الأدلة على فوائده السريرية محدودة.

#### التحكم في الألم
يمكن استخدام الكيتامين للتحكم في الألم بعد العمليات الجراحية. وتقلل الجرعات المنخفضة من الكيتامين من استخدام المورفين، والغثيان، والقيء بعد الجراحة. بينما الأدلة المؤكدة لاستخدامه في حالة الألم الحاد غير كافية لتحديد ما إذا كان الكيتامين مفيد في هذه الحالة.
ويمكن أيضًا أن يستخدم كمسكن عن طريق الوريد مع المواد الأفيونية للتحكم في الآلام المستعصية، لا سيما إذا كان هذا الألم هو ألم الاعتلال العصبي. كما أن له فائدة إضافية تتمثل في مواجهة ظواهر تحسس الحبل الشوكي التي تصاحب الألم المزمن. وبهذه الجرعات، تكون الآثار الجانبية العقلية أقل وضوحا وتعالج بشكل جيد مع البنزوديازيبينات. الكيتامين هو المسكن الأكثر فعالية عندما يستخدم جنبا إلى جنب مع جرعة منخفضة من المواد الأفيونية. لأنه على الرغم من أن له تأثير مسكن في حد ذاته، إلا أن الجرعات الكافية اللازمة لتخفيف الآلام عند استخدامه كمادة مسكنة بمفرده هي أعلى بكثير وأكثر احتمالا لإنتاج آثار جانبية. وخلصت مقالة استعراضية في عام 2013 إلى أنه «على الرغم من القيود المفروضة في اتساع وعمق البيانات المتاحة، إلا أن هناك أدلة على أن الكيتامين قد يكون خيارا قابلا للتطبيق لعلاج آلام السرطان غير المستجيبة للعلاج».
يمكن استخدام جرعة منخفضة من الكيتامين أحيانًا في علاج متلازمة الألم الناحي المركب. ووجد استعراض منهجي عام 2013 أدلة منخفضة الجودة فقط لدعم استخدام الكيتامين لعلاج هذه المتلازمة.

#### الاكتئاب
وقد تم اختبار الكيتامين كمضاد للاكتئاب سريع المفعول لعلاج الاكتئاب المقاوم للعلاج في الاضطراب ثنائي القطب، واضطراب الاكتئاب الرئيسي. وغالبا ما تكون الفائدة قصيرة الأمد. ونوعية الأدلة الداعمة للفائدة قليلة عموما. حاليا، لم يتم الموافقة على الكيتامين لعلاج الاكتئاب، ولذلك فهذا استخدام خارج التسمية. واعتبارا من يونيو 2017، يكون إسكيتامين في المرحلة الثالثة من التجارب السريرية لعلاج الاكتئاب عن طريق الأنف.
يُعطى الكيتامين عن طريق تسريب وريدي واحد بجرعات أقل من تلك المستخدمة في التخدير، وتشير البيانات الأولية إلى أنه يقلل من الأعراض بسرعة (خلال ساعتين)، ويستمر تأثيره نسبيًا (حوالي 1-2 أسابيع) في بعض الناس. وقد أدت الدراسات الأولية إلى الاهتمام بسبب بدء فاعليته السريعة، ولأنه يبدو أنه يعمل عن طريق منع مستقبلات نمدا للجلوتامات، وهي آلية مختلفة عن معظم مضادات الاكتئاب الحديثة التي تعمل على أهداف أخرى.

### ترفيهيًا

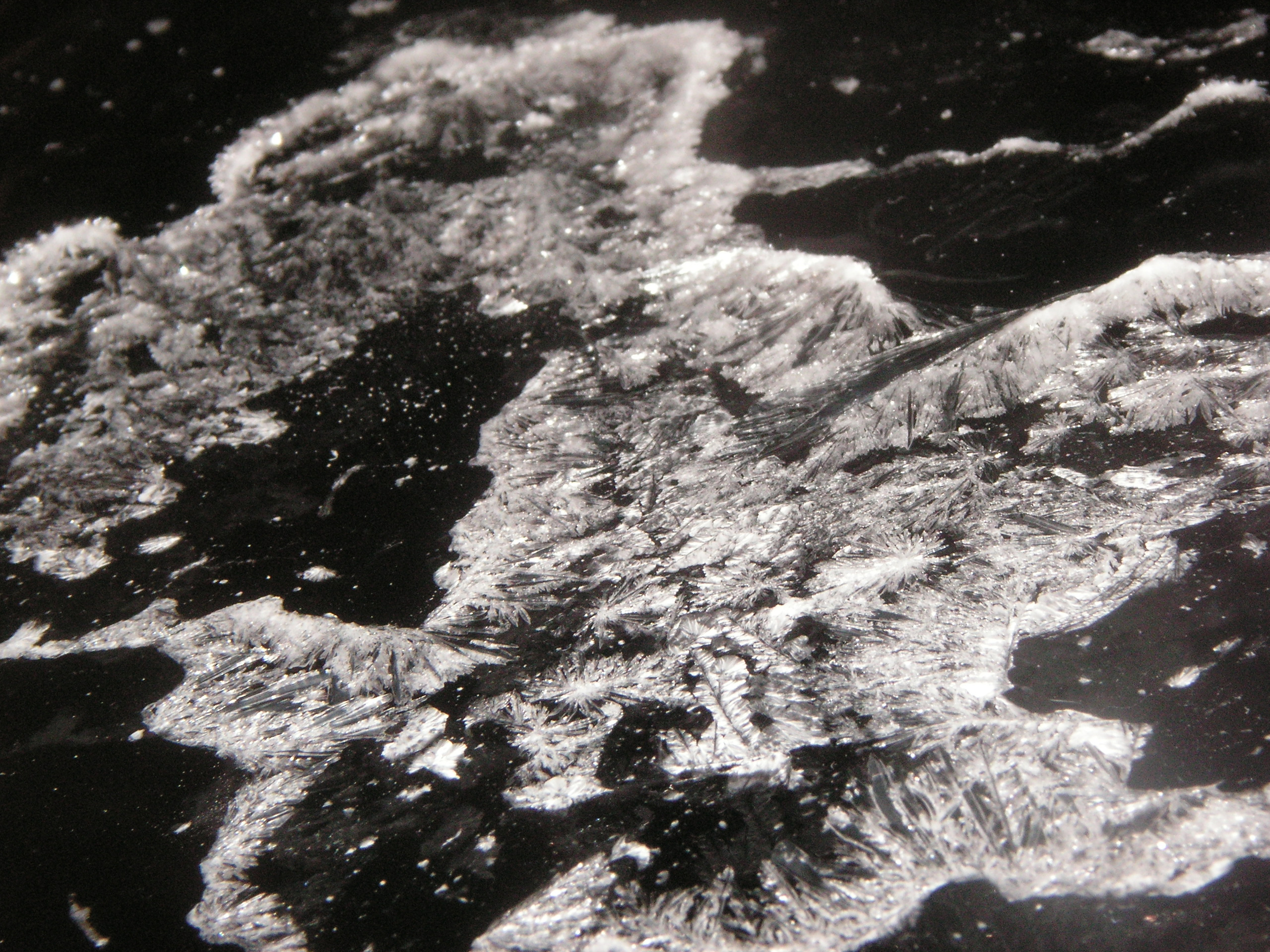
كيتامين مسكوب على زجاج ومتروك ليجف

قد تَسبب استخدام الكيتامين كدواء ترفيهي في وفيات على مستوى العالم، مع أكثر من 90 حالة وفاة في انجلترا وويلز في السنوات من 2005-2013. وتشمل حالات التسمم العرضي، والغرق، وحوادث المرور، والانتحار. وكانت غالبية الوفيات بين الشباب. وقد أدى ذلك إلى زيادة تنظيم استخدامه (مثل رفع مستوى الكيتامين من فئة C إلى فئة المواد المحظورة B في المملكة المتحدة).
وخلافًا لغيره من مسببات التفارق المعروفة، مثل فينسيكليدين وديكستروميثورفان، فإن مفعول الكيتامين قصير جدا. يبدأ سريانه خلال حوالي 10 دقائق، في حين أن آثاره المهلوسية تدوم 60 دقيقة عند نفخه أو حقنه، وتصل إلى ساعتين عند تناوله عن طريق الفم.
بالنسبة للجرعات التخديرية، الجرعة الصغيرة من وجهة نظر طبية، ينتج الكيتامين حالة انفصامية، تتميز بالشعور بالانفصال عن الذات والعالم المحيط، وهو ما يعرف بتبدد الشخصية أو تبدد الواقع. بينما الجرعات العالية بما فيه الكفاية، تجعل المستخدمون يمرون بحالة تسمى "K-hole"، وهي عبارة عن حالة من التفكك الشديد مع الهلوسة البصرية والسمعية. وقد كتب جون ليلي، ومارسيا مور، وتيرنر (من بين أمور أخرى) عن استخدامهم للحمض الذاتي، والخبرات النفسية مع الكيتامين. توفي كل من مور وتيرنر و ماثيو بيري بطل مسلسل فريندز قبل الأوان (بسبب انخفاض حرارة الجسم للأول والغرق للثاني والثالث) أثناء استخدام الكيتامين غير الخاضع للرقابة.

## التأثيرات الجانبية
الكيتامين آمن بشكل عام بالنسبة للمصابين بأمراض خطيرة عند إعطائه من قِبَل أخصائيون طبيون مدربون. حتى في هذه الحالات، هناك آثار جانبية معروفة تشمل واحدة أو أكثر مما يلي:
- القلب والأوعية الدموية: نظم قلب غير طبيعي، وبطء معدل ضربات القلب أو سرعته، وارتفاع ضغط الدم أو انخفاضه.
- الجهاز العصبي المركزي: يتم تجنب الكيتامين عادة في الأشخاص الذين يعانون من خطر ارتفاع ضغط الدم داخل الجمجمة أو المعرضين له؛ بسبب المخاوف بشأن الكيتامين، حيث أنه قد يسبب زيادة الضغط داخل الجمجمة. ولكنه يزيد الضغط بدرجة أقل من أشباه الأفيونيات.[65]
- الجلد: حمامى مؤقت، الطفح الحصبي الجلدي المؤقت.
- الجهاز الهضمي: فقدان الشهية، والغثيان، وزيادة اللعاب، والتقيؤ.
- موضعيًا: ألم أو طفح ظاهر في مكان الحقن.
- الجهاز العصبي العضلي والهيكل العظمي: زيادة توتر العضلات الهيكلية (حركات توترية رمعية).
- العين: رؤية مزدوجة، وزيادة ضغط العين، ورأرأة، والرؤية النفقية.
- الجهاز التنفسي: انسداد مجرى الهواء، وانقطاع النفس، وزيادة إفرازات الشعب الهوائية، واكتئاب الجهاز التنفسي، وتشنج الحنجرة.
- أخرى: الحساسية المفرطة والإدمان.

يخضع 10-20٪ من المرضى الذين تم إعطائهم جرعات مخدرة للآثار الجانبية التي تحدث أثناء الإفاقة من التخدير، مثل الهلوسة والهذيان. وقد تكون هذه الآثار أقل شيوعًا في بعض المجموعات السكانية الفرعية، وعندما تحقن في العضل، كما يمكن أن تحدث بعد 24 ساعة من الجراحة. ويمكن تقليل فرصة حدوث ذلك عن طريق تقليل التحفيز للمريض أثناء الإفاقة، والعلاج المسبق بالبنزوديازيبين، جنبا إلى جنب مع جرعة أقل من الكيتامين. وقد يتطلب الأمر علاج المرضى الذين يعانون من ردود فعل حادة بجرعة صغيرة من الباربيتورات ذات المفعول القصير أو فائق القصر.
وقد وُجد أن الحركات التوترية الرمعية تحدث مع جرعات المخدر العالية في أكثر من 10٪ من المرضى.

### التأثيرات العصبية
في عام 1989، قال أستاذ الطب النفسي جون أولني أن الكيتامين يسبب تغييرات لا رجعة فيها، معروفة باسم آفات أولني، في منطقتين صغيرتين من أدمغة الفئران. ومع ذلك، فإن دماغ الفأر لديه اختلافات كبيرة في عملية التمثيل الغذائي عن الدماغ البشري، وبالتالي قد لا تحدث مثل هذه التغييرات في البشر.
وجدت أول دراسة واسعة النطاق طولية على مستخدمي الكيتامين أن الاستخدام المتكرر الحالي (متوسط 20 يوما / شهر) للكيتامين قد زاد من الاكتئاب وضعف الذاكرة من خلال عدة قياسات، بما في ذلك الذاكرة اللفظية، والذاكرة قصيرة الأمد، والذاكرة البصرية. ووجدت عدم اختلاف مستخدمي الكيتامين الحاليين بشكل غير متكرر (متوسط 3.25 يوما في الشهر) عن الضوابط في الذاكرة، والانتباه، والاختبارات النفسية. وهذا يشير إلى أن الاستخدام غير المتكرر للكيتامين لا يسبب العجز المعرفي، وأن أي عجز قد يحدث يمكن عكسه عند وقف استخدام الكيتامين. ومع ذلك، فإن جميع مستخدمي الكيتامين بشكل نادر، أو متكرر، أو غير متكرر قد سجلوا درجات أعلى من الضوابط في اختبار أعراض الضلالات.
أدى تعرض الخلايا العصبية جابا على المدى القصير إلى الكيتامين بتركيزات عالية إلى خسارة كبيرة من الخلايا المتمايزة في دراسة ما. وأظهرت نفس الدراسة أيضا أن الاستخدام المزمن (> 24 ساعة) للكيتامين بتركيزات منخفضة تصل إلى 0.01 ميكروغرام / مل يمكن أن تتداخل مع الحفاظ على هيكل الشجيرات الجذعية. وقد رفعت هذه النتائج من احتمالية أن التعرض المزمن لتركيزات منخفضة (جرعة أقل جرعة التخدير) من الكيتامين، في حين أنها لا تؤثر على بقاء الخلية، إلا أنها من الممكن أن تضعف صيانة وتطور الخلايا العصبية.
وقد ركزت الدراسات الأحدث للسمية العصبية التي يسببها الكيتامين على الرئيسيات في محاولة لاستخدام نموذج أكثر دقة من القوارض. وأعطت إحدى هذه الدراسات جرعات يومية من الكيتامين تتفق مع الجرعات الترفيهية النموذجية (1 ملغ / كلغ الرابع) إلى قرود الرباح المراهقين لفترات متفاوتة من الزمن. وتم الكشف عن انخفاض النشاط الحركي ومؤشرات زيادة موت الخلايا في قشرة الفص قبل الجبهي في القردة نظرا للحقن اليومي لمدة ستة أشهر، ولم يحدث ذلك في تلك تم حقنها يوميا لمدة شهر واحد. ووجدت دراسة أجريت على قرود ريسوس أن التسريب الوريدي للكيتامين على مدار 24 ساعة تسبب في حدوث أضرار في الدماغ في حيوانات عمرها خمسة أيام، ولم يحدث ذلك في حيوانات عمرها 35 يوما. لا يوصي بعض خبراء حديثي الولادة باستخدام الكيتامين كعامل مخدر مع حديثي الولادة من البشر بسبب الآثار السلبية المحتملة التي قد تسببها في الدماغ النامية. وقد شوهدت هذه التغيرات التنكسية العصبية في التنمية المبكرة مع الأدوية الأخرى التي تشترك في نفس آلية عمل تضاد مستقبلات نمدا، مثل الكيتامين.
تسبب الآثار الحادة للكيتامين الضعف الادراكي، بما في ذلك انخفاض في اليقظة، والطلاقة اللفظية، والذاكرة قصيؤة الأمد، والوظيفة التنفيذية، فضلا عن التغيرات الإدراكية مثل الفصام.

### التأثير على المسالك البولية
في عام 2011، فحصت المراجعة المنهجية 110 تقارير عن أعراض المسالك البولية المتهيجة من استخدام الكيتامين الترفيهي. وقد تم الإشارة إلى أعراض المسالك البولية بشكل جماعي على أنها «التهاب المثانة التقرحي الذي يسببه الكيتامين» أو «اعتلال المثانة الذي يسببه الكيتامين»، وتشمل السلس الإلحاحي، وانخفاض مطاوعة المثانة، وانخفاض حجم المثانة، وفرط نشاط العضلة الدافعة للبول، والبول الدموي المؤلم (دم في البول). كما تم الإبلاغ عن موه الكلية الثنائي ونخر الحليمات الكلوية في بعض الحالات. وقد تم دراسة إمراض النخر الحليمي في الفئران، وتم اقترح أنه يمكن اعتبار ارتشاح التهابات وحيدات النوى في الحليمات الكلوية الناجمة عن التعود على الكيتامين هي الآلية الممكنة.
ويختلف وقت بداية أعراض المسالك البولية السفلى اعتمادا، في جزء منه، على شدة وزمن استخدام الكيتامين. ومع ذلك، فمن غير الواضح ما إذا كانت شدة وطول فترة استخدام الكيتامين يتوافق خطيا مع ظهور هذه الأعراض. وقد ذكرت جميع الحالات المبلغ عنها، التي يكون فيها المستخدم قد استهلك أكثر من 5 جم / يوم، أعراض المسالك البولية السفلى. ويبدو أن أعراض المسالك البولية هي الأكثر شيوعا في مستخدمي الكيتامين بشكل يومي، الذين استخدموا الدواء بشكل ترويحي لفترة طويلة من الزمن. وقد ظهرت هذه الأعراض في حالة واحدة فقط من الاستخدام الطبي للكيتامين. ولكن تراجعت الأعراض بعد خفض الجرعة.
ويشمل علاج هذه الأعراض في المقام الأول الإقلاع عن الكيتامين، والذي يكون الامتثال له منخفضًا. وقد استخدمت العلاجات الأخرى، بما في ذلك المضادات الحيوية، ومضادات الالتهاب غير الستيروئيدية، والسترويدات، ومضادات الكولين. وقد ثبت أن كلا من تقطير حمض الهيالورونيك وبنتوسان متعدد الكبريتات جنبا إلى جنب مع وقف الكيتامين يساعد على تحسن بعض المرضى، ولكن في الحالة الأخيرة، من غير الواضح ما إذا كان التحسن ناجم عن وقف الكيتامين، أو البنتوسان متعدد الكبريتات، أو كليهما. وتكون المتابعة مطلوبة للتقييم الكامل لفعالية هذه العلاجات.

### مشاكل الكبد
في تقارير حالة لثلاثة مرضى تم علاجهم بإسكيتامين لتخفيف الألم المزمن، حدثت تشوهات في إنزيمات الكبد بعد تكرار العلاج بضخ الكيتامين، مع تراجع قيم إنزيمات الكبد تحت الحد المرجعي العلوي من المعدل الطبيعي عند وقف الدواء. وتشير النتيجة إلى أنه يجب مراقبة إنزيمات الكبد خلال هذا العلاج.

### التفاعلات
قد تتفاعل الأدوية الأخرى التي تزيد من ضغط الدم مع الكيتامين في وجود تأثير إضافي على ضغط الدم بما في ذلك: المنشطات، ومضادات الاكتئاب، ومثبط أكسيداز أحادي الأمين. وقد يكون زيادة ضغط الدم ومعدل ضربات القلب، والخفقان، واضطراب نظم القلب من الآثار المحتملة.
وقد يزيد الكيتامين من آثار المهدئات الأخرى بطريقة تعتمد على الجرعة، بما في ذلك، على سبيل المثال لا الحصر: الكحول، والبنزوديازيبينات، وأشباه الأفيونيات، وكينازولينونيس، والفينوثيازين، ومضادات الكولين، والباربيتورات.

## علم العقاقير

### الديناميكا الدوائية
يعمل الكيتامين في المقام الأول كمضاد لمستقبل نمدا، لكن آليته الكاملة لم تكن مفهومة جيدا اعتبارا من عام 2017.
ووجدت دراسة أجريت في الفئران أن نشاط الكيتامين المضاد للاكتئاب لا يكون بسبب تثبيط الكيتامين لمستقبلات نمدا، وإنما عن طريق التنشيط المستمر لمستقبلات الغلوتامات مختلفة عن طريق ناتج الأيض هيدروكسي نوركيتامين. واعتبارا من عام 2017، كان من غير المعروف ما إذا كان يحدث ذلك في البشر. ويعتبر أركيتامين منشط غير مباشر لمستقبلات AMPA.
وتشمل النشاطات المعروفة للكيتامين ما يلي:
- مضاد غير تنافسي لمستقبل نمدا (NMDAR)[84][85]
- معدل تفارغي (تفارغ هو تغير فعالية إنزيم ما بارتباطه بمادة أخرى غير ركيزته) عكسي لمستقبل أستيل كولين النيكوتيني (nACh)[84]
- ناهض ضعيف للمستقبلات ميو الأفيونية ومستقبلات كابا الأفيونية (10 و 20 أضعاف أقل قابلية مقارنة بـمستقبلات نمدا، على التوالي)،[84] وناهض ضعيف جدا لمستقبلات دلتا الأفيونية[84]
- ناهض مستقبلات دوبامين (D2)[86]
- مضاد ضعيف لمستقبلات أستيل كولين الماسكرينية (mAChR) (من 10 إلى 20 أضعاف أقل قابلية مقارنة إلى مستقبلات نمدا)[84]
- مانع من امتصاص السيروتونين، والدوبامين، والنورأدرينالين[84]
- مانع قناة الصوديوم ذات الجهد الكهربي وقنوات الكالسيوم من نوع L،[84][87] وحاصر قنوات كاتيون HCN1[88][89]
- مثبط إنزيم حمض النتريك سينثاز[84][90]
- ناهض مستقبلات سيجما 1 و 2[84][90][91]
- التنشيط غير المباشر لمستقبلات AMPA[92]

ويبدو أن الكيتامين يثبط مستقبلات NMDA عن طريق الارتباط في القناة المفتوحة وفي موقع التفارغ على حد سواء. ويرتبط التصاوغ الفراغي S (+) وR (-) على أوجه مختلفة: Ki= 3200 و1100 نانومتر، على التوالي.

#### التأثيرات على الجهاز العصبي المركزي
إن تضاد الكيتامين لمستقبلات نمدا هو المسؤول عن التأثيرات المخدرة، وفقدان الذاكرة، والانفصالية عن الذات والواقع المحيط، والهلوسة، على الرغم من أن تفعيل مستقبلات كابا الأفيونية، وربما مستقبلات سيجما ومستقبلات أستيل كولين الماسكرينية قد يساهم أيضًا في خصائصه المهلوسية. ولم يتم بعد توضيح آليات عمل التأثيرات المضادة للاكتئاب المحتملة للكيتامين بالجرعات القليلة.
ويؤدي التضاد لمستقبلات نمدا إلى تسكين الألم عن طريق منع الحساسية المركزية في الخلايا العصبية الموجودة في القرن الظهري. وبعبارة أخرى، يتداخل نشاط الكيتامين مع انتقال الألم في الحبل الشوكي. ويقلل تثبيط إنزيم حمض النتريك سينثاز من إنتاج أكسيد النيتريك - وهو ناقل عصبي يشارك في الإحساس بالألم، وبالتالي زيادة تسكين الألم. تأثير الكيتامين على مستقبلات سيغما وميو الأفيونية ضعيف نسبيًا، والأدلة مختلطة فيما إذا كان هذا الأخير له أهمية لتأثيراته المسكنة.
يتفاعل الكيتامين أيضًا مع مجموعة من الأهداف الأخرى التي تسبب التسكين. وعلى وجه الخصوص، فإنه يمنع قنوات الكالسيوم وقنوات الصوديوم ذات الجهد الكهربائي، مما يعمل على تخفيف فرط التألم. كما يغير التوصيل العصبي الكوليني، الذي يشارك في آليات الألم. ويمنع امتصاص السيروتونين والنورأدرينالين، التي تشارك في مسارات مضادات استقبال الألم الهابطة.

#### التأثيرات على النظم الطرفية
يؤثر الكيتامين على انتقال الكاتيكولامين كما ذُكر أعلاه، مما ينتج عنه تغيرات قابلة للقياس في أنظمة الأعضاء الطرفية، بما في ذلك جهاز الدوران، والجهاز الهضمي، والجهاز التنفسي:
- القلب والأوعية الدموية: يمنع الكيتامين امتصاص الكاتيكولامينات، فيحفز الجهاز العصبي الودي، مما يؤدى إلى أعراض قلبية وعائية.
- الجهاز الهضمي: يعتقد أن تثبيط امتصاص السيروتونين هو سبب الغثيان والقيء.[84]
- الجهاز التنفسي: ربما يسبب ارتفاع الكاتيكولامين وتحفيز مستقبلات بيتا2 الأدرينالية توسيع القصبات الهوائية، على الرغم من أن هناك عمليات أخرى قد تكون أيضًا المعنية. والآلية الدقيقة ليست مفهومة تماما.

### الشكل الصيدلاني
الكيتامين قابل للامتصاص عن طريق الوريد، والحقن العضلي و تحت الجلد، وعن طريق الفم، وبالاستخدام الموضعي؛ لأنه قابل للذوبان في الماء والدهون.

### حركية الدواء
عندما يعطى عن طريق الفم، فإنه يخضع لمسار عملية التمثيل الغذائي الأول، حيث يتم تحويله في الكبد بواسطة إنزيمات سيتوكروم 3A4، وسيتوكروم 2B6، وسيتوكروم2C9 إلى نوركتامين، وأخيرا إلى ديهيدرونوركيتامين. المركب الوسطي في التحول الحيوي من نوركيتامين إلى ديهيدرونوركيتامين هو إضافة مجموعة الهيدروكسيل إلى نوركتامين ليصبح هيدروكسينوركيتامين بواسطة سيتوكروم 2B6 وسيتوكروم 2A6. ديهيدرونوركيتامين هو ناتج الأيض الأكثر انتشارا الذي يتم الكشف عنه في البول. ولأن النور كيتامين هو المستقلب الرئيسي للكيتامين، فهو مخدر قوي، ومستويات البلازما من هذا المستقلب تكون أعلى بنسبة ثلاثة أضعاف من الكيتامين بعد تناوله عن طريق الفم. التوافر البيولوجي من خلال تناوله عن طريق الفم يصل 17-20٪. بينما التوافر البيولوجي من خلال الطرق الأخرى هو: 93٪ عن طريق الحقن العضلي، و25-50٪ عن طريق الأنف، و30٪ تحت اللسان، و30٪ عن طريق المستقيم. ويتم الوصول إلى ذروة التركيزات في البلازما في غضون دقيقة واحدة عن طريق الوريد، و5-15 دقيقة بالحقن العضلي، و30 دقيقة عن طريق الفم.

#### بداية الفعالية
- حقن داخل الوريد: 0.5 - 1 دقيقة.
- حقن داخل العضلات: 4 - 3 دقائق.

#### مدة الفاعلية
مدة عمل الكيتامين في الإعداد السريري من 30 دقيقة إلى ساعتين عند حقنه عن طريق العضل ومن 4-6 ساعات عن طريق الفم.
تزداد تركيزات البلازما من الكيتامين بواسطة الديازيبام وغيرها من مثبطات سيتوكروم 3A4 الأخرى؛ بسبب تثبيط التحويل إلى نوركيتامين.

### طريقة الإعطاء
في الحالات الطبية، يتم حقن الكيتامين عادة عن طريق الوريد أو العضل.
ويمكن بدء استخدام الكيتامين عن طريق الفم، أو يمكن التغيير من التسريب تحت الجلد عندما يتم التحكم في الألم. التوافر البيولوجي لهيدروكلوريد الكيتامين عن طريق الفم حوالي 20٪
- يتم تقسيم الكيتامين عن طريق الفم بسهولة من قِبَل الأحماض الصفراوية، وبالتالي لديه توافر بيولوجي منخفض (حوالي 20٪). وفي كثير من الأحيان، تستخدم أقراص للمص أو صمغ لامتصاص تحت اللسان أو الشدق التي أعدتها الصيدلة المركبة لمواجهة هذه المسألة.
- يوقف بعض المتخصصون التسريب تحت الجلد عند إعطاء الجرعة الأولى من الكيتامين عن طريق الفم. بينما يقلل آخرون الجرعة تدريجيا مع زيادة الجرعة عن طريق الفم.[103]

#### الجرعة
حسب الحاجة.
جرعة التخدير: 0.5 - 2 ملغ لكل كيلوغرام من وزن الجسم، بالحقن داخل الوريد أو 4 - 6 ملغم لكل كيلوغرام من وزن الجسم بالحقن داخل العضلات.

#### نسيان الجرعة
غير ذي أهمية.

#### وقف الدواء
غير ذي أهمية.

#### جرعة زائدة
قد تسبب الجرعة الزائدة الاختلاجات (التشنجات)، وكبت الوعي والتنفس، والموت.

#### تحذيرات
- أثناء الحمل:

في التجارب التي أُجريت على الحيوانات ظهرت أعراض غير مرغوب فيها، لكن لم يتم فحص التأثير على النساء الحوامل، ولذا لا يُوصى باستخدامه للحوامل. يجب النظر إلى الفائدة مقابل المخاطر (C).
- الرضاعة:

لم يثبت أن استعمال الدواء آمن للمرضعات. ولا ينصح بتناوله.
- الأطفال والرضع

يجب تقليل وملائمة الجرعة حسب الجيل والوزن.
- كبار السن:

لا توجد مشاكل خاصة.
- العملية الجراحية والتخدير:

يجب إبلاغ الطبيب الجراح أو الطبيب المخدر عن استعمال هذا الدواء.

#### تغذية
ليست هنالك أية تقييدات.

## كيمياء

### التركيب
في التركيب الكيميائي، الكيتامين هو مشتق أريل سيكلوهكسيلامين. وهو مركب كيرالي. معظم المستحضرات الصيدلانية من الكيتامين هي راسيمية. ومع ذلك، يقال أن بعض الماركات لديها اختلافات في نسب مصاوغتها المرآتية (معظمها غير موثقة). المصاوغ المرآتي الأكثر نشاطًا هو إسكيتامين (S-كيتامين)، وهو متاح للاستخدام الطبي تحت اسم العلامة التجارية كيتانيست (Ketanest S)، في حين أن المصاوغ المرآتي الأقل نشاطًا، أركيتامين (R- كيتامين)، لم يتم تسويقه كدواء للاستخدام السريري.

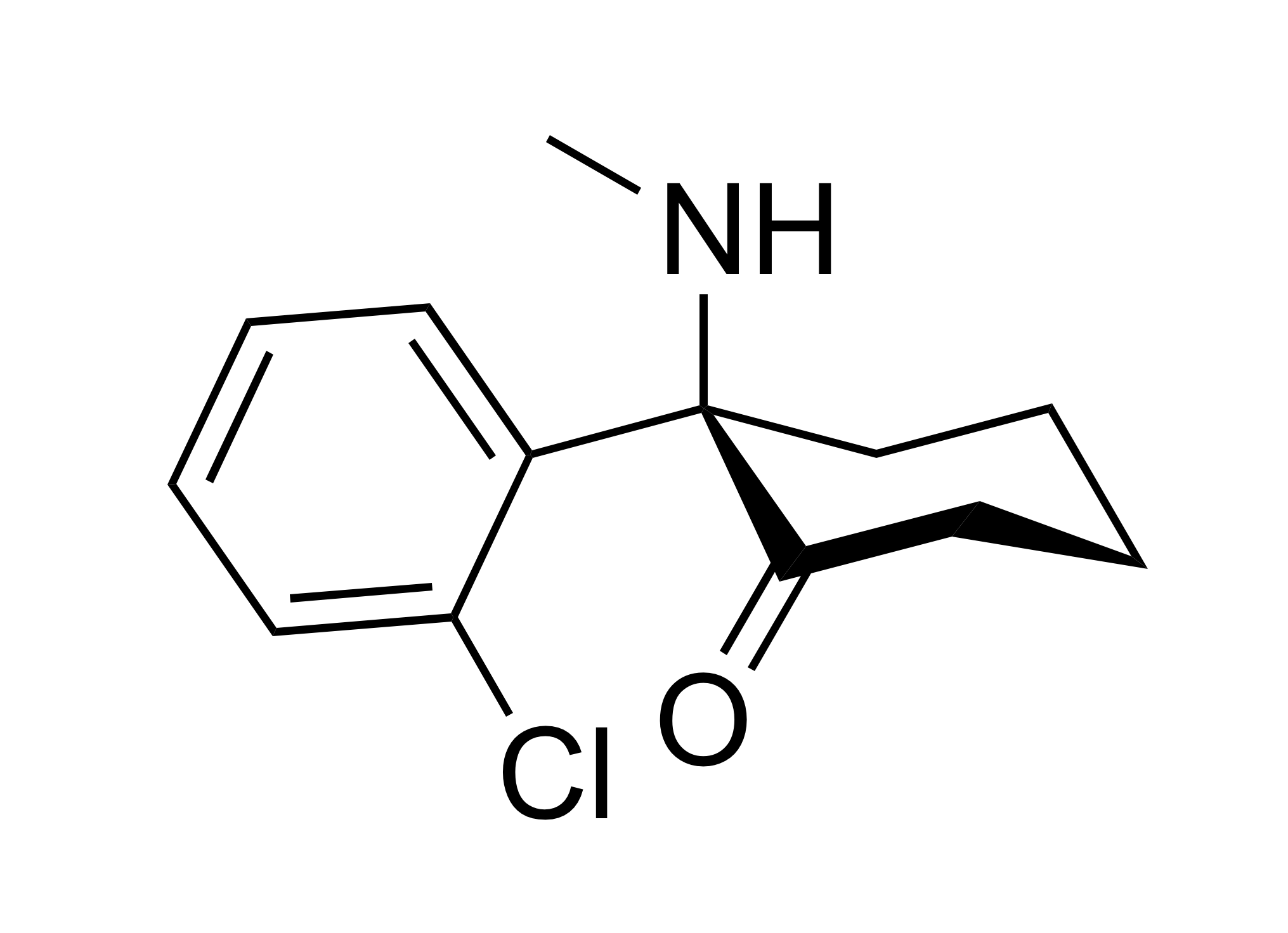
صيغة هيكلية لأركيتامين
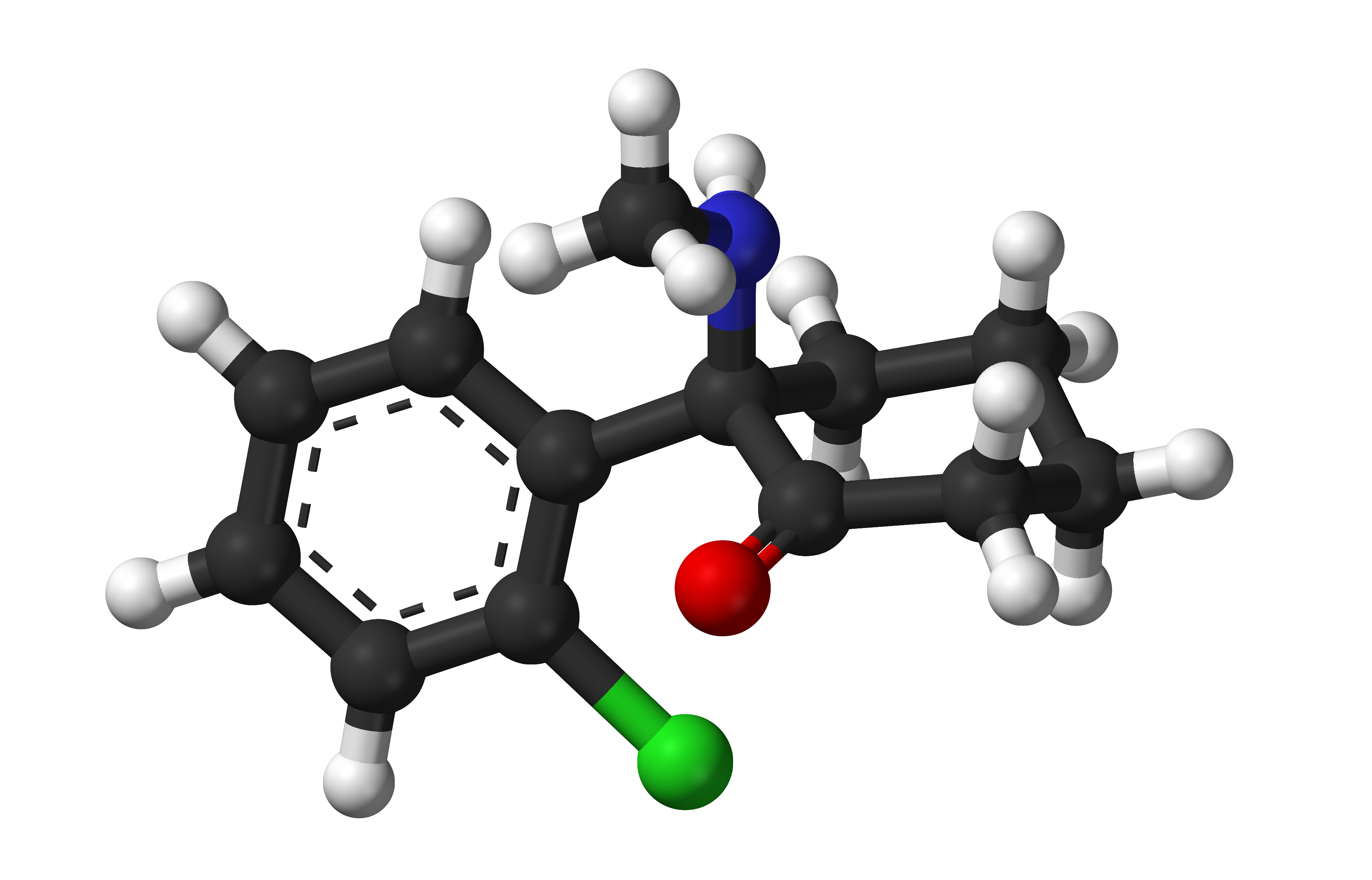
نموذج الكرة والعصا لأركيتامين
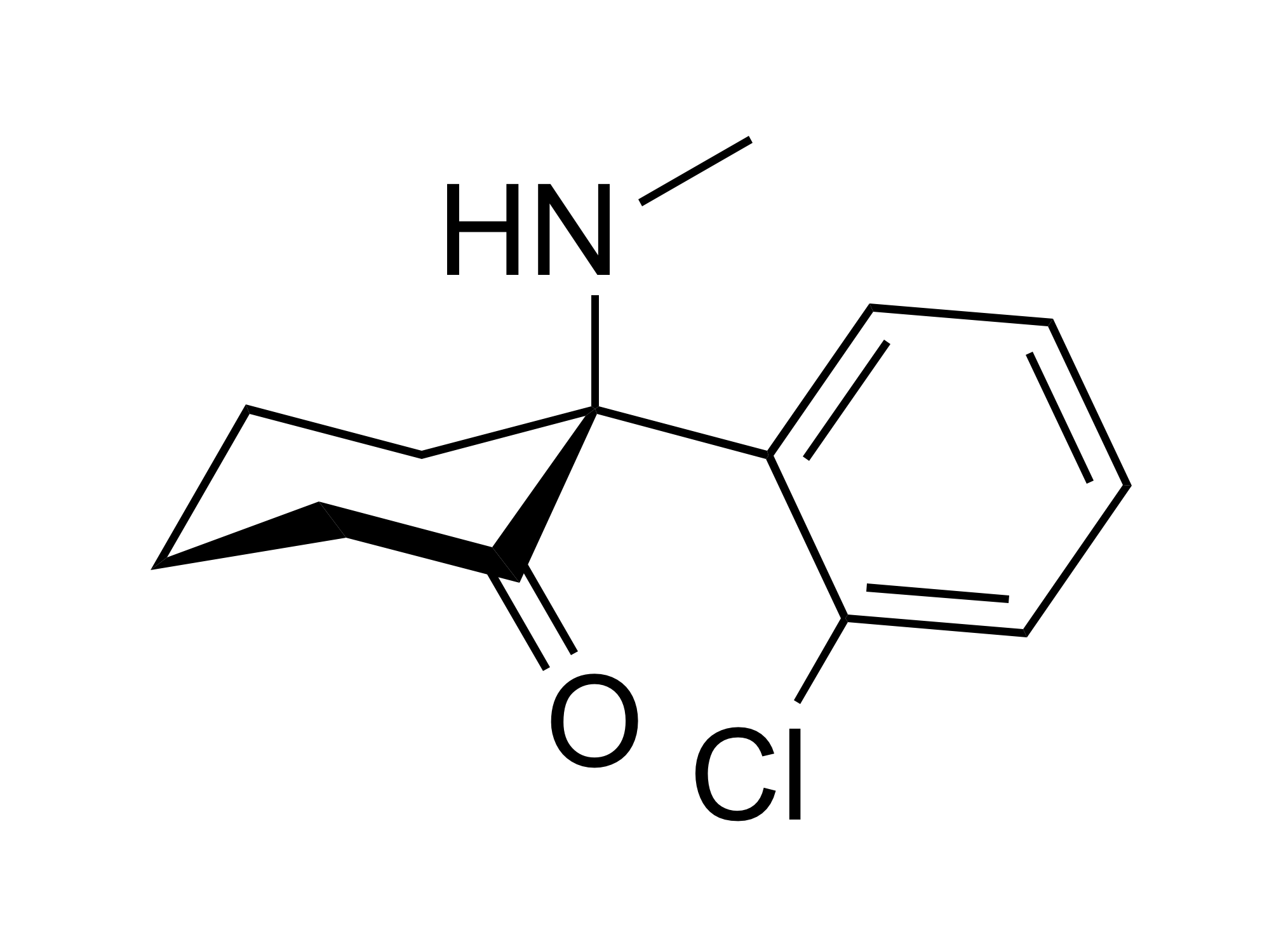
صيغة هيكلية لإسكتامين
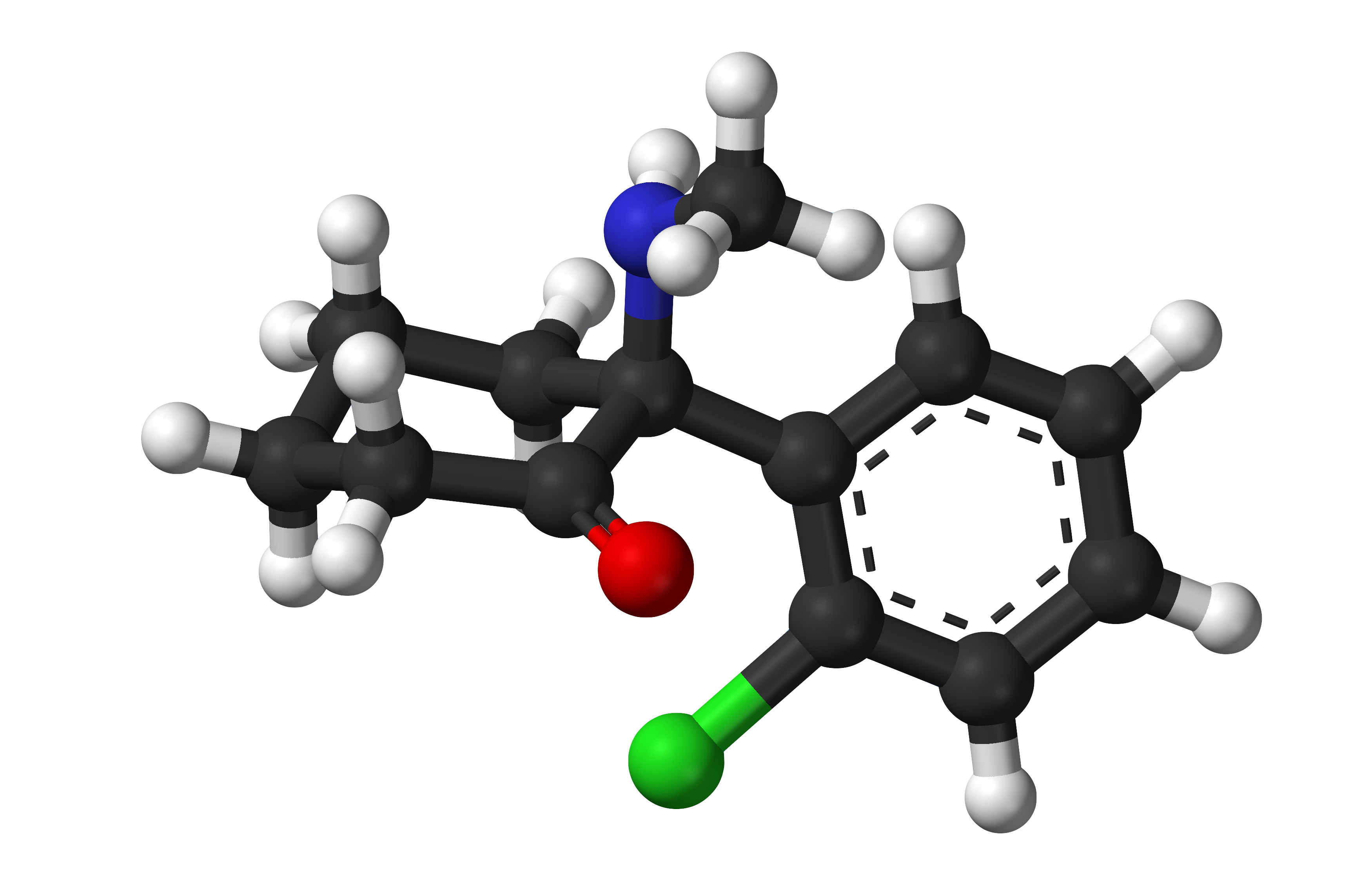
نموذج الكرة والعصا لأركيتامين

يمكن أن يختلف التدوير الضوئي لمصاوغ مرآتي معين من الكيتامين بين أملاحه وشكل القاعدة الحرة. يعطي شكل القاعدة الحرة من (S) كيتامين دوران أيمن (dextrorotation) وبالتالي يُسمى (S) - (+) - كيتامين. ومع ذلك، يُظهر ملحه الهيدروكلوريد دوران أيسر (levorotation)، وبالتالي يسمى (S) - (-) - هيدروكلوريد الكيتامين. وينشأ هذا الفرق من تشكلات حلقي الهكسان. في كل من القاعدة الحرة وملح الهيدروكلوريد، تعتمد حلقة الهكسان على التشكل القاعدي، مع اختلاف التوجه بين البدائل. ففي القاعدة الحرة، تتخذ مجموعة كلوروفينيل o وضع استوائي، بينما تتخذ مجموعة أمينوالميثيل وضع محوري. بينما في ملح هيدروكلوريد، يتم عكس الأوضاع، فتتخذ مجموعة كلوروفينيل o الوضع المحوري، ومجموعة الأمينوميثيل الوضع الاستوائي. ولكن لا تُظهر كل أملاح الكيتامين تدوير ضوئي مختلف بالنسبة للقاعدة الحرة، فمثلا (S) -كيتامين (R، R) -تارترات له تدوير أيسر، مثل (S) -كيتامين.

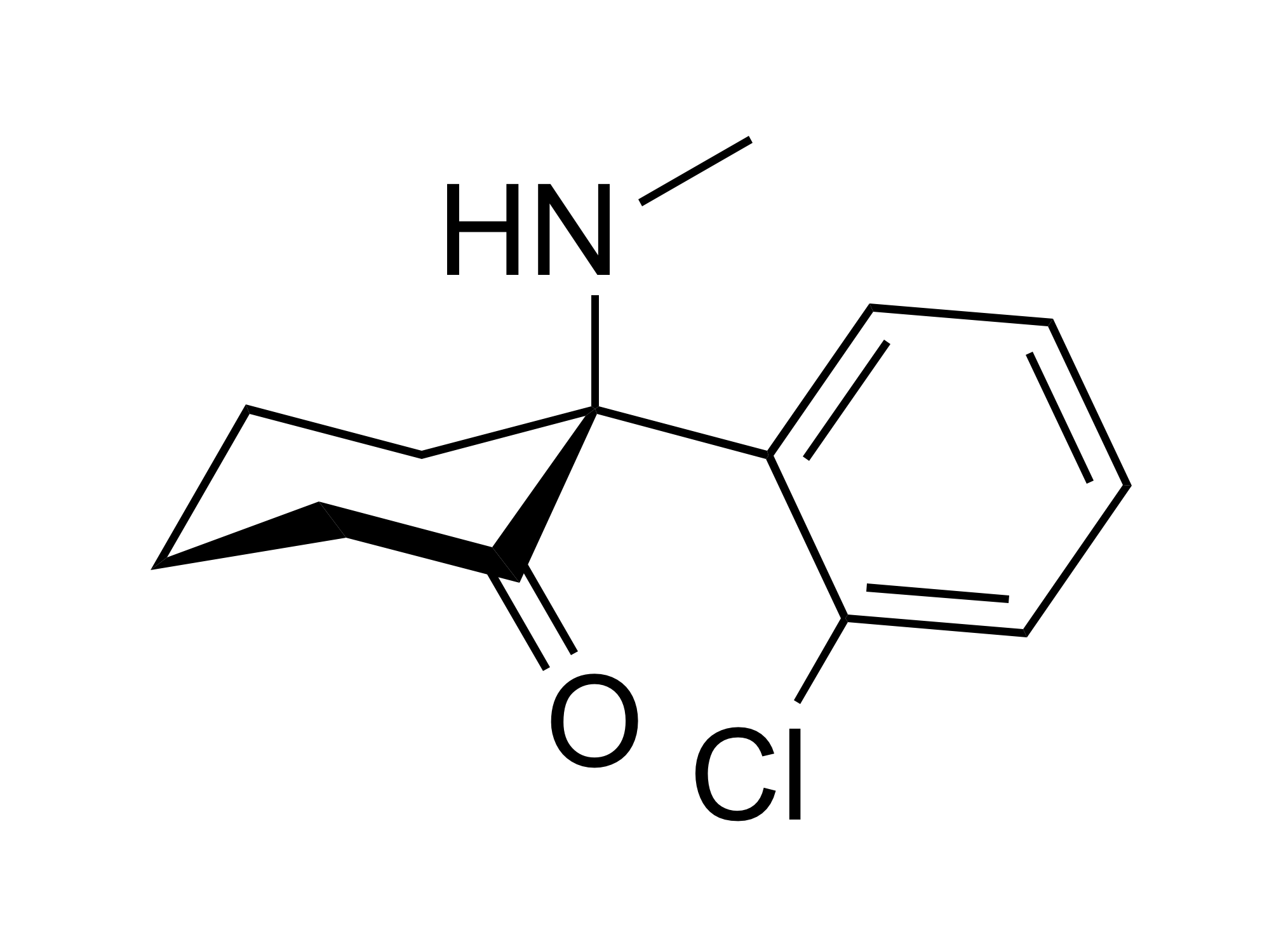
(S)-(−)-كيتامين
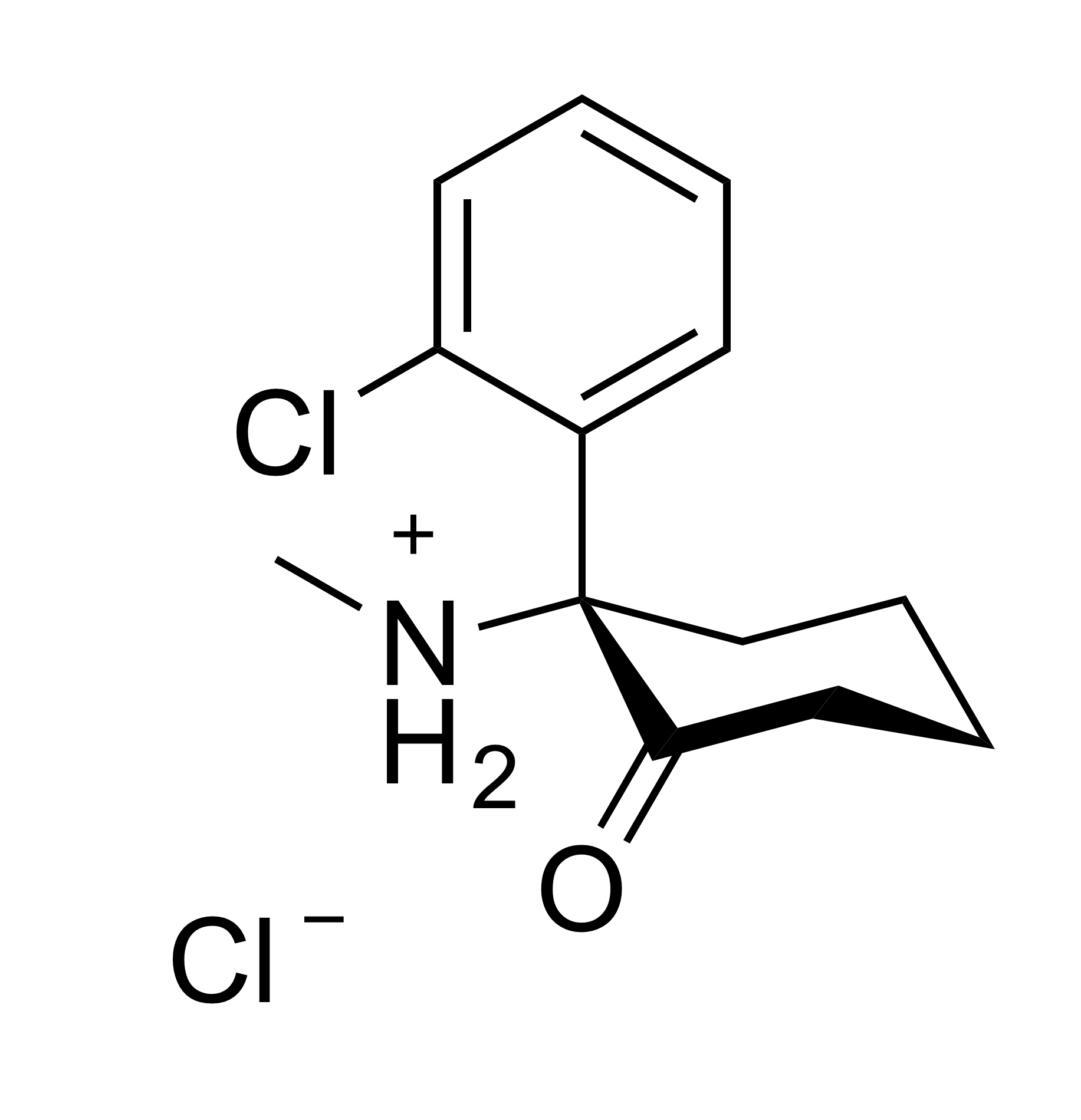
(S)-(+)-هيدروكلوريد الكيتامين
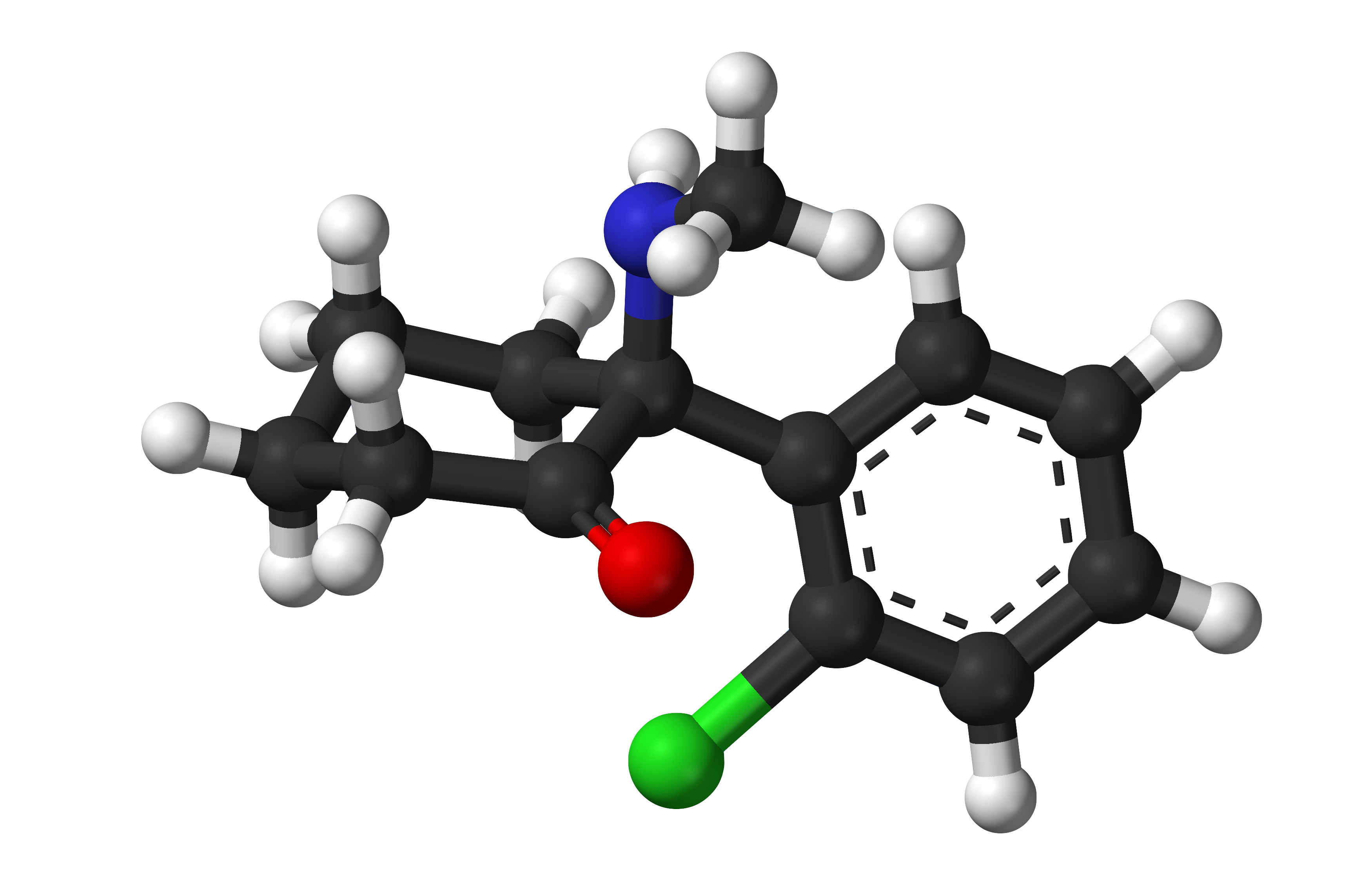
(S)-(−)-كيتامين في تركيب بللوري للقاعدة الحرة
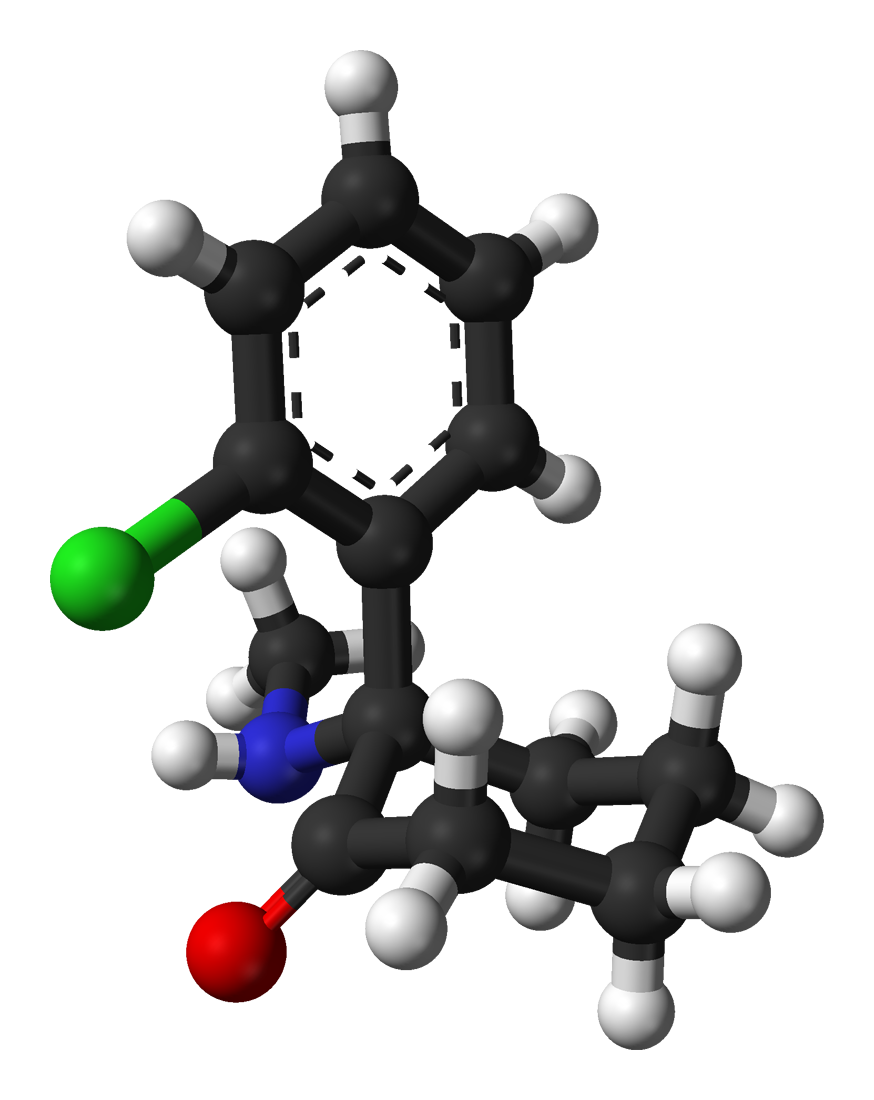
(S)-(+)-كيتامين في تركيب بللوري للهيدروكلوريد

## تاريخ

### الاستخدام الطبي

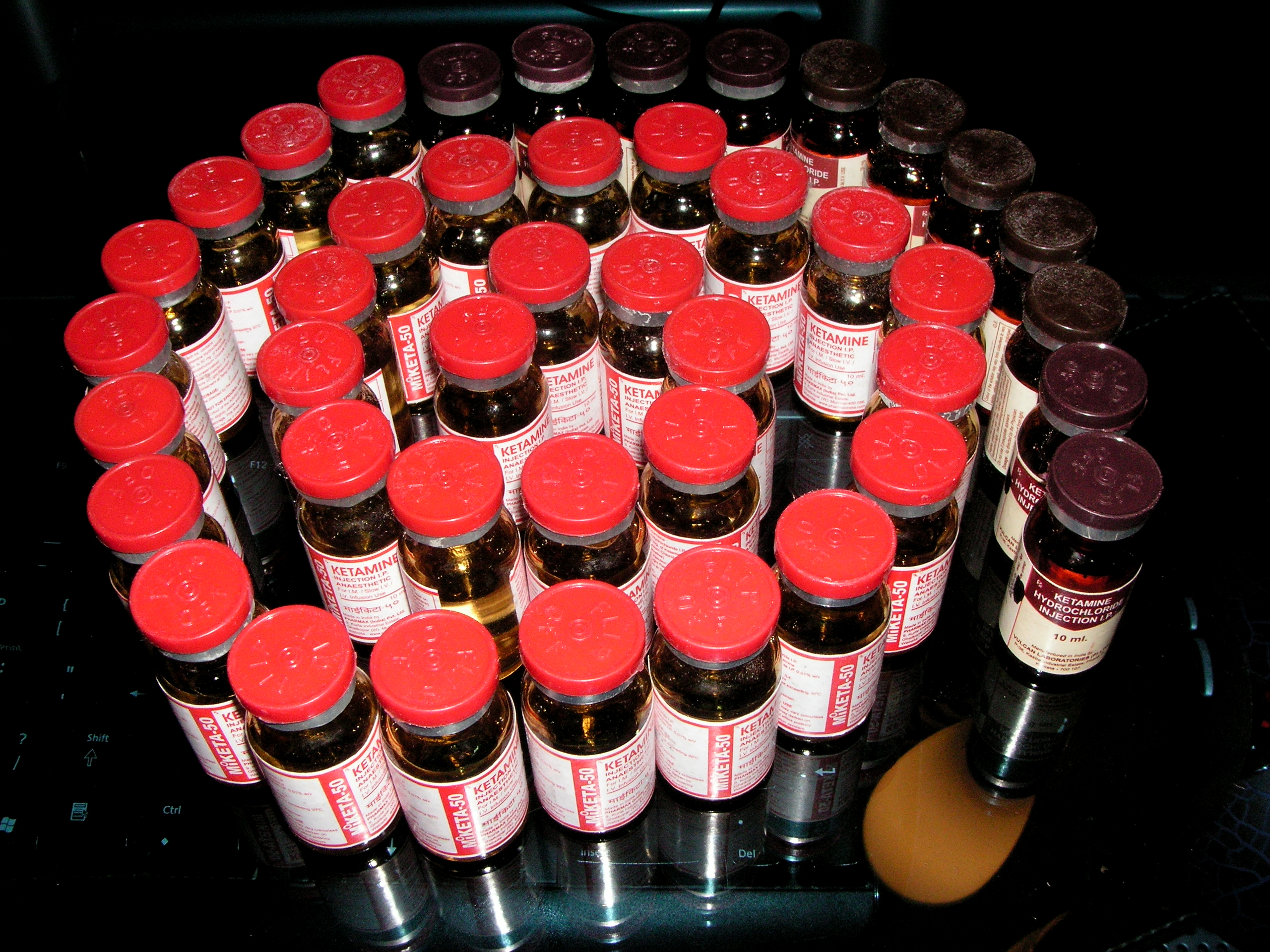
كيتامين

تم تصنيع الكيتامين لأول مرة في عام 1962 من قِبَل كالفن ستيفنز، أستاذ الكيمياء في جامعة وين ستيت ومستشار بارك ديفيس أثناء إجراء البحوث حول إعادة ترتيب ألفا-هيدروكسيمين. وبعد الأبحاث الواعدة قبل السريرية في الحيوانات، تم إدخال الكيتامين للاختبارعلى السجناء البشر في عام 1964. وأظهرت هذه البحوث أن فترة عمل الكيتامين القصيرة وانخفاض سلوكه السام جعله خيارا مفضلا عن فينسيكليدين كمخدر انفصالي. وبعد موافقة إدارة الأغذية والعقاقير في عام 1970، تم تخدير الجنود الأمريكين بالكيتامين لأول مرة خلال حرب فيتنام.

### الاستخدام غير الطبي
انظر المناقشة السابقة والاستشهادات بشأن تزايد صرامة اللوائح الحكومية التي نتجت عن عدد من وفيات الشباب بسبب جرعة زائدة، والحوادث، والانتحار التي تورط فيها استخدام الكيتامين غير الطبي (للترفيه) (في قسم الاستخدام الترفيهي أعلاه).
بدأ الاستخدام غير الطبي للكيتامين على الساحل الغربي للولايات المتحدة في أوائل السبعينات. وقد تم استخدامه في البحوث النفسية وغيرها من البحوث الأكاديمية خلال السبعينيات، وبلغت ذروة استخدامه في عام 1978 مع نشر العالم جون ليلي، ومارسيا مور، وهوارد التونيان رحلاتهم في العالم المشرق، والتي وثقت ظواهر غير عادية من التسمم بالكيتامين. وزادت نسبة استخدام الكيتامين غير الطبي خلال نهاية القرن، وخاصة في الحفلات. ومع ذلك، فإن ظهوره كدواء استجمامي في النوادي الليلية يختلف عن أدوية الاستجمام الأخرى (مثل إكستاسي) بسبب خصائصه التخديرية (على سبيل المثال، الكلام المبهم، وعدم الحركة) مع الجرعات العالية. وبالإضافة إلى ذلك، هناك تقارير عن بيع الكيتامين باسم «الإكستاسي». كما تم توثيق استخدام الكيتامين كجزء من «تجربة ما بعد النوادي الليلية». وزاد ارتباط الكيتامين بثقافة الرقص في هونغ كونغ بحلول نهاية التسعينات. وقبل أن يصبح الكيتامين مادة خاضعة للرقابة في الولايات المتحدة في عام 1999، كان متوفرا كمستحضرات صيدلانية محولة وفي صورة مسحوق نقي يباع بكميات كبيرة من خلال شركات الإمدادات الكيميائية المحلية. وينشأ الكثير من الكيتامين الحالي الذي يتم تحويله للاستخدام غير الطبي في الصين والهند.
وبسبب قدرته على إحداث الارتباك وفقدان الذاكرة، يمكن للكيتامين أن يجعل المستخدمين عرضة للاغتصاب.

## الثقافة والمجتمع

### الوضع القانوني
الكيتامين هو دواء «أساسي» في قائمة الأدوية الأساسية لمنظمة الصحة العالمية، قائمة الحد الأدنى من الاحتياجات الطبية لنظام الرعاية الصحية الأساسية.

#### أستراليا
في أستراليا، يتم إدراج الكيتامين كجدول 8 ضمن المخدرات الخاضعة للمراقبة تحت معيار السموم (أكتوبر 2015). ويحدد قانون السموم لعام 1964 جدول 8 من المخدرات بوصفه «المواد التي ينبغي أن تكون متاحة للاستخدام، ولكنها تتطلب تقييد في التصنيع، والتوريد، والتوزيع، والحيازة، والاستخدام من أجل الحد من الإدمان، وسوء الاستخدام، والتعود البدني أو النفسي».

#### كندا
في كندا، يصنف الكيتامين على أنه جدول مخدر منذ عام 2005.

#### هونغ كونغ
وفي هونغ كونغ، اعتبارًا من عام 2000، ينظم الكيتامين بموجب الجدول 1 من الفصل 134 من قانون المخدرات الخطرة في هونغ كونغ. ولا يمكن استخدامه إلا قانونيًا من قِبَل المهنيين الصحيين لأغراض البحث الجامعي أو بوصف الطبيب.

#### تايوان
وبحلول عام 2002، صُنِف الكيتامين في الفئة الثالثة في تايوان، ونظرًا للزيادة الأخيرة في الانتشار في شرق آسيا، فإن إعادة الجدولة في الفصل الأول أو الثاني يُجرى النظر فيها.

#### الهند
وفي كانون الأول / ديسمبر 2013، أضافت الحكومة الهندية الكيتامين، استجابةً لزيادة استخدامه الترفيهي واستخدامه كدواء اغتصاب تاريخي، إلى الجدول العاشر من قانون المخدرات ومستحضرات التجميل، والذي يتطلب ترخيصًا خاصًا للبيع وصيانة السجلات لجميع المبيعات لمدة عامين. ويتم تسويق الكيتامين قانونا في العديد من البلدان في جميع أنحاء العالم تحت العديد من الأسماء التجارية.

#### المملكة المتحدة
في المملكة المتحدة، أصبح الدواء من الفئة «ج» في 1 يناير 2006. وفي 10 كانون الأول / ديسمبر 2013، أوصى المجلس الاستشاري البريطاني المعني بإساءة استعمال الأدوية بأن تقوم الحكومة بإعادة تصنيف الكيتامين ليصبح دواء من الفئة باء، وفي 12 شباط / فبراير 2014، أعلنت وزارة الداخلية أنها ستتبع هذه النصيحة «في ضوء الدليل على الأضرار المزمنة المرتبطة باستخدام الكيتامين، بما في ذلك اعتلال المثانة المزمن وغيرها من أضرار المسالك البولية».
وقال وزير الدولة البريطاني لمنع الجريمة، نورمان بيكر، ردا على مشورة اللجنة الاستشارية لشؤون الإدارة والميزانية، إن مسألة إعادة جدولة الاستخدام الطبي والبيطري ستعالج بشكل منفصل للسماح بفترة التشاور.

#### الولايات المتحدة الأمريكية
وقد أدت الزيادة في الاستخدام غير المشروع للكيتامين إلى وضعه في الجدول الثالث من قانون الولايات المتحدة الخاص بالمخدرات الخاضعة للرقابة في أغسطس 1999.

#### مصر
قام بعض الاشخاص في مصر الي تحويل الكيتامين الي مخدر قاتل عن طريق مزجه مع بعض الاعشاب والمواد الكيميائية ليتحول الي الاستروكس وهي مادة مخدرة يتم تعاطيها عن طريق التدخين وتعطي احساسا بالنشوة وعدم التركيز ولا مبالاه وتهيؤات وفقدان الإحساس بالواقع وحتي يومنا هذا لم تتم محاربة هذا النوع من المخدرات بصورة كافية.
وبدءا من شهر يوليو 2017 تم تداول مقاطع فيديو لأشخاص متعاطين للاستروكس وهم تحت تأثير المخدر مما أثار الجدل في الشارع المصري حول ماهية هذا المخدر ووجوب محاربته كيلا ينتشر في المجتمع.

### إكلينيكيًا
بعد نشر التجارب السريرية لمضاد للاكتئاب التي تديرها المعاهد الوطنية للصحة، بدأ فتح العيادات التي تعطى فيها الأدوية. وكانت هذه الممارسة باستخدام الكيتامين غير مصرح بها في الولايات المتحدة. واعتبارًا من عام 2015، كان هناك حوالي 60 عيادة من هذا القبيل في الولايات المتحدة، ولم يتم تغطية هذا الإجراء من قبل التأمين، ودفع الناس ما بين 400 و 1700 دولار من جيوبهم للحصول على العلاج. أغلقت السلطات التنظيمية في عام 2015 سلسلة من هذه العيادات، والتي تديرها مؤسسة أورا الطبية في أستراليا؛ وذلك لأن تسويق العيادات لم يكن مدعومًا بالبحث العلمي، ولأن العيادة أرسلت الناس إلى منازلهم بالكيتامين والإبر لإعطاء التسريبات لأنفسهم.

## البحوث
وقد ادعى الطبيب الروسي يفغيني كروبيتسكي أنه حصل على نتائج مشجعة باستخدام الكيتامين كجزء من علاج إدمان الكحول، حيث يجمع بين تقنيات مخدرة ومنفرة. وقد لخص كروبتسكي وكولب أعمالهما حتى الآن في عام 2007.

## الطب البيطري
في التخدير البيطري، كثيرًا ما يستخدم الكيتامين لتأثيره المخدر والمسكن على القطط، والكلاب، والأرانب، والفئران، والحيوانات الصغيرة الأخرى. ويستخدم بشكل كبير في بدء التخدير واستمراره في الخيول. وهو جزء مهم من «كوكتيل القوارض»، وهو مزيج من الأدوية المستخدمة لتخدير القوارض. وغالبًا ما يستخدم الأطباء البيطريين الكيتامين مع الأدوية المهدئة للحصول على تخدير وتسكين متوازن، وكمحلول تسريب بمعدل ثابت للمساعدة في منع الألم. كما يُستخدم الكيتامين للتحكم في الألم بين الحيوانات الكبيرة، على الرغم من أن تأثيره قليل على الأبقار. الكيتامين هو مادة التخدير الأساسية عن طريق الوريد المستخدمة في جراحة الخيول، وفي كثير من الأحيان، يتم استخدامه بالتزامن مع ديتوميدين، وبنتوثال الصوديوم، أو أحيانا غايفينيسين.

## روابط خارجية
- Ketamine on RxList
- DEA: Ketamine Fact Sheet